# Trauung mit Hindernissen (2018)
Trauung mit Hindernissen ist ein deutscher Fernsehfilm aus dem Jahr 2018 von Anna-Katharina Maier mit Nicolette Krebitz, Hary Prinz und Michael Steinocher in den Hauptrollen. Die Erstausstrahlung der Filmkomödie erfolgte am 13. Juni 2018 in der ARD. Es handelt sich dabei um die Fortsetzung von Familie mit Hindernissen (2017). Der Film wurde 2020 mit Eltern mit Hindernissen fortgesetzt.

## Handlung
Die beiden Lehrerkollegen Katrin, Mutter von Saskia und Leo, und Philipp haben gescheiterte Ehen hinter sich und leben als Patchwork-Familie zusammen. Die Beziehung ist eigentlich harmonisch, allerdings bleibt im hektischen Alltag kaum Zeit für Zweisamkeit. Während Katrin sich nur nach Ruhe sehnt, überrascht Philipp sie während einer fingierten Lehrerkonferenz mit einem Heiratsantrag. Zu seiner Enttäuschung lehnt Katrin diesen ab, sie ist der Meinung, auch ohne Trauschein weiterhin glücklich zusammenleben zu können. Sie hat ihre letzte Ehe mit Frank, der mit seiner Neuen, der jüngeren Julia, noch zwei weitere Kinder in die Welt setzte, noch nicht verarbeitet. Romantiker Philipp ist hingegen besessen von der Idee einer romantischen Hochzeit und sucht nach Möglichkeiten, Katrin doch noch davon zu überzeugen. In Renate, seiner zukünftigen Schwiegermutter, die ohne Vorwarnung bei den beiden in Leipzig auftaucht, findet er eine Unterstützerin für sein Vorhaben.
Währenddessen zieht Julia überraschend und ungefragt mit ihren kleinen Kindern bei Katrin und Philipp ein. Auch Katrins Vater Horst steht mit Beate, seiner Neuen, plötzlich vor der Tür. Katrin ist genervt und gestresst. Entspannung findet sie nur bei Julias Stiefbruder Marcel, der sich auf der Durchreise auf dem Weg nach Indien befindet. Katrin ist von seinem unabhängigen Lebensstil beeindruckt. Philipp, der auf Marcel eifersüchtig ist, plant daher mit Renate eine spontane Überraschungshochzeit. Katrin reicht es endgültig. Am nächsten Tag möchte sie sich für ihren Wutausbruch entschuldigen, nach ihrer Rückkehr findet sie allerdings ihre Mutter tot auf, die an einem Schlaganfall gestorben ist. Die Kosten für das Begräbnis sollen Beate und Philipp übernehmen, weil Horst und Renate, die noch verheiratet waren, pleite waren und Renate deswegen ihre Wohnung räumen musste. Katrin muss nach einem Unfall wegen einer möglichen Gehirnerschütterung ins Krankenhaus, dabei wird festgestellt, dass sie schwanger ist. Auf der Trauerfeier für ihre Mutter stimmt Katrin schließlich dem Heiratsantrag von Philipp zu und die beiden heiraten.

## Produktion und Hintergrund
Die Dreharbeiten fanden vom 9. Januar bis zum 5. Februar 2018 statt, gedreht wurde in Leipzig. Produziert wurde der Film von der deutschen Ariane Krampe Filmproduktion GmbH, beteiligt waren der Mitteldeutsche und der Österreichische Rundfunk. Für das Kostümbild zeichnete Gina Krauß verantwortlich, für das Szenenbild Andreas C. Schmid, für den Ton Martin Witte und für das Maskenbild Kathleen Asmuss, Nicole Skaletz und Oliver Ziem-Schwerdt.
Gegenüber dem ersten Teil Familie mit Hindernissen aus dem Jahr 2017 sind unter anderem Juergen Maurer und Franziska Weisz nicht mehr dabei. Die Rolle von Katrins Mutter Renate, die im ersten Teil von der im Februar 2018 verstorbenen Marie Gruber verkörpert worden war, wurde mit Patricia Hirschbichler besetzt.

## Rezeption
Rainer Tittelbach von tittelbach.tv schrieb: „Komödien-technisch ist das nicht mehr so screwy wie 2017 und Krebitz’ Heldin nicht mehr ganz so neben der Spur, dafür erweitern ernstere Töne das Stimmungsspektrum des Films. […] Im mageren deutschen Fernsehkomödien-Angebot ist dieses von Krebitz (ironisch), Prinz (deppert) & Prager (schusselig) köstlich gespielte Patchwork-Komödien-Chaos aus Leipzig mit Ösi-Unterstützung ein echter Lichtblick.“
Eric Leimann befand in der Heilbronner Stimme, dass der Film vor allem vom natürlichen Spiel der Hauptdarstellerin Nicolette Krebitz leben würde. „Regie führte mit Anna-Katharina Maier (Jahrgang 1984) eine junge Frau. […] Auch Kamera, Produktion und Redaktion lagen in den Händen von Frauen. Dass der Plot des Films, den man eher auf dem ‚leichten‘ Freitag-Sendetermin der ARD vermuten würde, trotzdem etwas wertkonservativ um die Idee kreist, dass eine Hochzeit die Erfüllung aller Wünsche bedeutet, ist gerade vor diesem Hintergrund zumindest erstaunlich.“
Im Ersten sahen den Film bei Erstausstrahlung 3,73 Millionen Personen, der Marktanteil betrug 13,0 Prozent.